# Violeta Tomić
Violeta Tomić, née le 22 janvier 1963 à Sarajevo, est une femme politique slovène.

## Biographie
Violeta Tomić est diplômée de l'université de Ljubljana en 1985. Elle fut la présentatrice de l'émission Le Maillon faible sur la chaîne de télévision SLO 1 de 2003 à 2006.
Son engagement politique l'a mené à être élue à l'Assemblée nationale en 2014 avec le parti La Gauche. Elle est tête de liste du groupe Gauche unitaire européenne/Gauche verte nordique avec Nico Cué pour les élections européennes de 2019.